# Can Travé
|  | No s'ha de confondre amb Can Traver. |

Can Travé és un conjunt d'edificis al nucli de Cubelles (al Garraf) format per una construcció principal destinada a habitatge i gabinet d'història natural, un pavelló annex bastit per a la biblioteca i un gran jardí. Una de les façanes ocupa bona part del Carrer de Sant Antoni.

## Arquitectura
Estilísticament, l'edifici ha rebut la influència del llenguatge clàssic. L'exterior presenta timpans, columnes dòriques, fornícules, balustres, gerros, medallons, etc. Cal destacar també l'interior, que conserva mobiliari i elements ornamentals d'estils diversos, principalment del segle xix.
La biblioteca està formada per una galeria de 45,30 metres de llargada per 3,40 metres d'amplada, amb vint-i-cinc balcons d'arc de mig punt que donen al jardí, i per dues petites sales als extrems. La decoració d'aquesta biblioteca, que es va especialitzar en obres de mitologia clàssica, es basa exclusivament en temes mitològics.
El jardí, de factura clàssica, conté a més de magnífiques escultures, una bona mostra d'espècies botàniques exòtiques.

## Història
Can Travé va ser edificada sobre la base d'unes cases que ja existien al carrer de Sant Antoni. A partir del segle xviii, es van realitzar successives reformes i ampliacions. L'obra més important va ser portada a terme ja en el segle XX per Frederic Travé, bibliòfil i col·leccionista que bastí la biblioteca per allotjar-hi l'excepcional fons bibliogràfic de mitologia clàssica de la seva propietat.
A partir de la mort del senyor Travé l'any 1982, la seva esposa es va encarregar de la conservació de les col·leccions i de l'edifici. El fons bibliogràfic més valuós, l'especialitzat en mitologia clàssica, fou adquirit per la Biblioteca de Catalunya. A Can Travé, hi ha actualment la resta de la biblioteca, en curs d'inventari, amb llibres de temàtiques diverses, entre les quals destaquen la història local i les ciències naturals.